# Louis-Joseph-Alfred Simard
Pour les articles homonymes, voir Simard.
Louis-Joseph-Alfred Simard, né le 28 mars 1837 à Sainte-Anne-des-Plaines et mort le 29 septembre 1905 à Québec, est un médecin et professeur canadien.

## Biographie
Il étudie au Séminaire de Sainte-Thérèse puis à l'Université Laval. Il y obtient une licence en médecine en 1860. À la demande de son alma mater, il part en Europe durant trois ans pour compléter sa formation. Il étudie à l'Université de Louvain, à Paris et en Prusse. En 1866, il prend la tête de la première chaire en pathologie générale, physiologie et ophtalmologie au Canada. Il devient par le fait même le premier ophtalmologue de la ville de Québec.
De 1895 à 1898, il est président du Collège des médecins et chirurgiens du Québec. De 1899 à 1905, il est le doyen de la Faculté de médecine de l'Université Laval.

## Vie privée
Il épouse Marie-Christine-Édith Michaud en 1865 à Saint-Jean-Port-Joli. Il est le père de :
- Cyrille-Joseph Simard, sous-secrétaire de la province de Québec
- Arthur Simard, président du Collège des médecins
- Henri Simard, physicien

Il réside au 46, rue Saint-Louis, de 1864 jusqu'à son décès